# Østerild
Østerild is een plaats in de Deense regio Noord-Jutland, gemeente Thisted. De plaats telt 644 inwoners (2008). Het dorp ligt aan de voormalige spoorlijn Thisted - Fjerritslev. Het station met karakteristieke watertoren is nog aanwezig.

## Geboren
- Michael Valgren (1992), wielrenner